# ستيفن إنجل
ستيفن إنجل هو سياسي أمريكي، ولد في 29 يونيو 1974 في بورت واشنطن (نيويورك) في الولايات المتحدة.